# プロトンポンプ
プロトンポンプ（英：Proton Pump）は、生物体内で生体膜において水素イオン（プロトン）の能動輸送を担う膜タンパク質の総称である。エネルギー源として、ATPの加水分解、光エネルギー、酸化還元反応を利用するものに分類される。生体膜の内外に膜電位や水素イオンの濃度勾配を作り出し、ATP合成や二次能動輸送のエネルギーなどに利用される。ATP合成酵素の逆反応として、ATPの加水分解によるエネルギーを利用してプロトンポンプとして働く機能も持つ。
プロトンポンプの例として胃プロトンポンプが挙げられる。胃プロトンポンプは、胃酸を分泌する壁細胞の細胞内細管小胞と分泌側膜（頂端膜）の両方に存在し、ATPの加水分解エネルギーにより、分泌細管内に存在しているカリウムイオンとの対向輸送（アンチポート）により水素イオンを胃内部へ放出する。
高度好塩菌の表面に存在する紫膜では、バクテリオロドプシンと呼ばれるタンパク質が配向しており、光エネルギーを利用しプロトンポンプ機能を発現している。このほか光合成反応中心（光による）や、電子伝達系（酸化還元による）もプロトンポンプ機能を持っている。